# Hryggjafjall
Hryggjafjall är ett berg i republiken Island. Det ligger i regionen Norðurland vestra, 200 km nordost om huvudstaden Reykjavík. Toppen på Hryggjafjall är 562 meter över havet, eller 205 meter över den omgivande terrängen. Bredden vid basen är 2,9 km.
Trakten runt Hryggjafjall är nära nog obefolkad, med mindre än två invånare per kvadratkilometer. Närmaste större samhälle är Sauðárkrókur, nära Hryggjafjall. Trakten runt Hryggjafjall består i huvudsak av gräsmarker.